# Erica vallis-aranearum
Erica vallis-aranearum là một loài thực vật có hoa trong họ Thạch nam. Loài này được E.G.H Oliv. mô tả khoa học đầu tiên năm 1973.